# Planica
La Valle di Planica (o semplicemente Planica, in italiano anche Planizza, o valle di Tamar) è una valle delle Alpi Giulie settentrionali slovene, situata nella parte nord occidentale della Slovenia, all'interno del territorio comunale di Kranjska Gora (Alta Carniola), nota anche come Centro nordico Planica per via dei trampolini per il salto con gli sci e volo con gli sci che vi sono stati costruiti. La Federazione Internazionale Sci (FIS) ha assegnato alla località l'organizzazione dei Campionati mondiali di sci nordico del 2023.

## Geografia

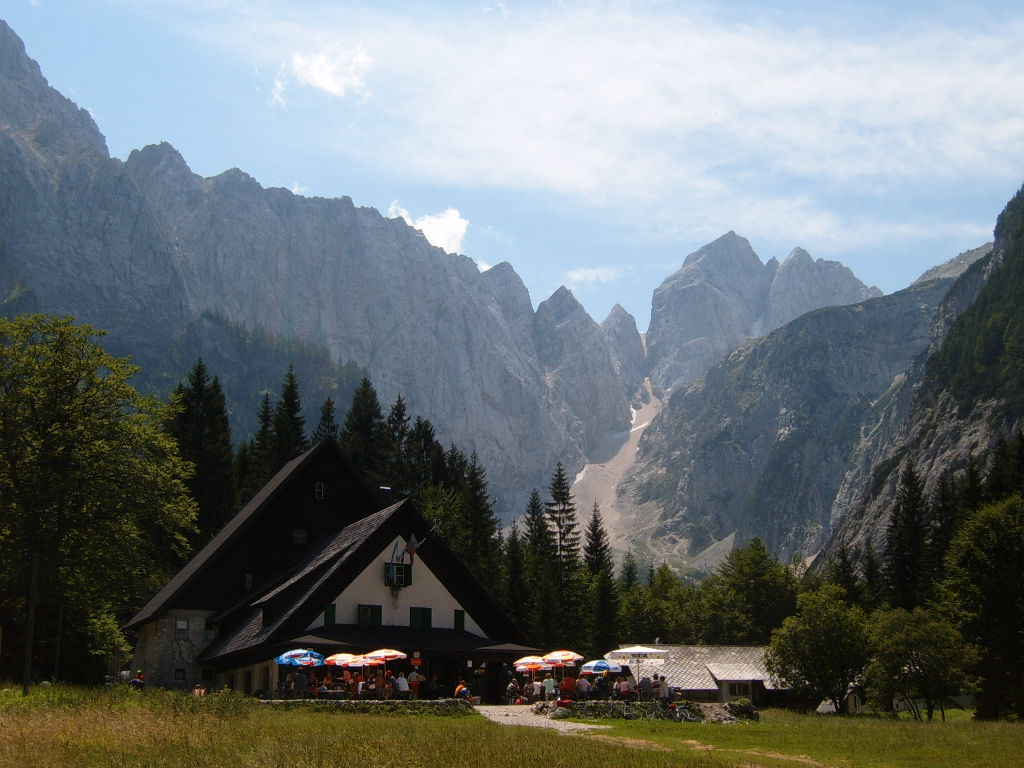
Tamar, sullo sfondo il Gialuz

Popolare meta per alpinisti ed escursionisti durante l'estate e per la pratica dello sci alpinismo in inverno, la valle, di origine glaciale, si estende a sud del paese di Rateče fino alla località di Tamar per una lunghezza di circa 6 chilometri ed è compresa all'interno del Parco nazionale del Tricorno. Sul versante occidentale della valle sorge il monte Ponce (2274 metri), su quello orientale si trovano i picchi Cipernik (1747 m) e Moistrocca (Mojstrovka) (2366 m), mentre presso Tamar la vallata è chiusa dal Gialuz (Jalovec) (2643 m).

## Sport

### I trampolini

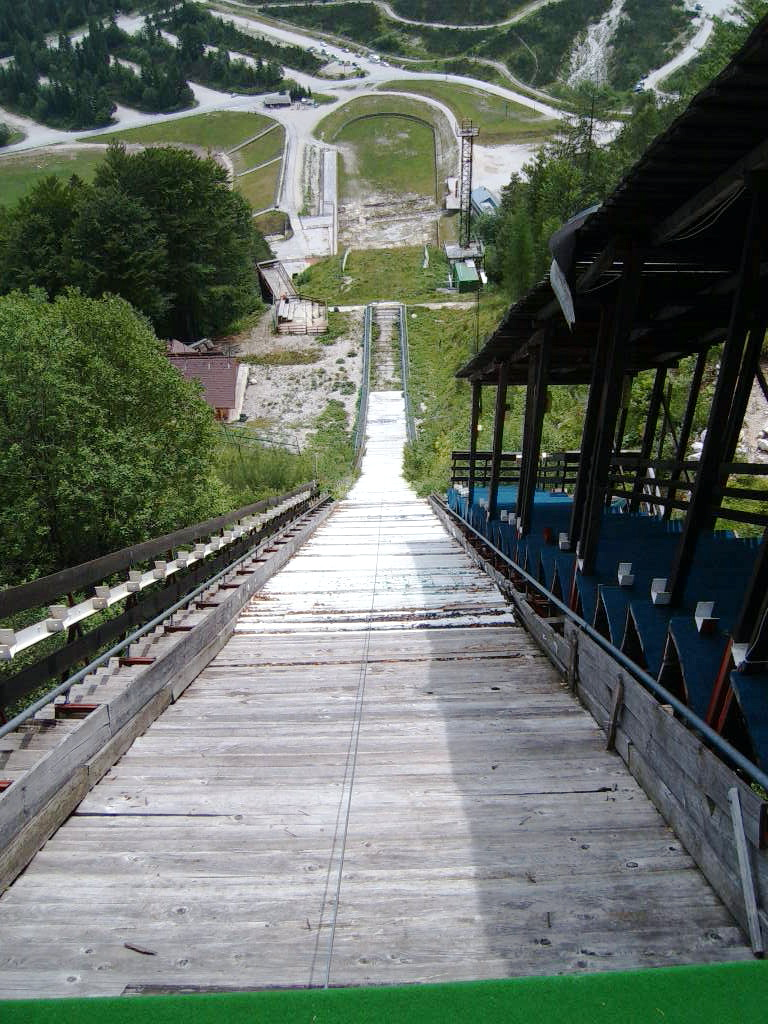
Trampolino

Il primo trampolino per il salto fu costruito a Planica prima del 1930 lungo il pendio del monte Ponce.
Nel 1934 venne inaugurato un trampolino più grande, un K120, costruito da Stanko Bloudek. Per le sue notevoli dimensioni, la struttura venne soprannominata "mammut" o "il gigante". Grazie alla lunga rampa di lancio e alla speciale preparazione chimica della neve escogitata da Bloudek, sul trampolino di Planica si raggiungevano distanze che allora non erano possibili altrove. Lo stesso anno il norvegese Birger Ruud vi stabilì il nuovo record del mondo, il primo ottenuto a Planica, con 92 metri. Su quel trampolino venne superato per la prima volta il limite dei 100 metri: il 5 marzo 1936 l'austriaco Sepp Bradl atterrò a 101 metri.
La struttura fu gravemente danneggiata durante la Seconda guerra mondiale, ma fu presto restaurata e le competizioni ricominciarono nel 1947. Nel 1948 lo svizzero Fritz Tschannen vi realizzò un nuovo record del mondo saltando 120 metri. Agli inizi degli anni cinquanta il K120 di Planica venne superato, in termini di distanze ottenibili, dai trampolini di volo di Bad Mitterndorf in Austria e di Oberstdorf in Germania. Il terreno non consentiva di ampliare ulteriormente la rampa e il "vecchio gigante" di Planica perse il prestigio di cui aveva goduto fin dalla sua costruzione.
Per rinverdire i fasti di Planica, gli organizzatori decisero di costruire un nuovo trampolino K185, specifico per il volo con gli sci. La prima gara sulla nuova struttura, disegnata dai fratelli Lado e Janez Gorišek, si tenne il 19 marzo 1969. Nel giro di tre giorni, sul "nuovo gigante" vennero ottenuti ben cinque record del mondo. Nel corso degli anni il trampolino K185 ha subito ulteriori modifiche ed ampliamenti. Di fatto, attualmente è uno dei 2 trampolini (assieme al trampolino di volo di Vikersund) che consentono i voli più lunghi: dal 1985 al 2010 (anno della ristrutturazione del Vikersundbakken in Norvegia), tutti i primati del mondo sono stati ottenuti nella località slovena.
Nel 1994 l'austriaco Andreas Goldberger fu il primo a volare fino ai 200 metri, ma la caduta all'arrivo pregiudicò il riconoscimento della misura come record del mondo. Per gli annali il primo uomo a volare e ad atterrare in piedi oltre i 200 metri fu il finlandese Toni Nieminen, che il 17 marzo 1994 raggiunse 203 metri. Il 24 marzo 2019, durante la gara di Coppa del Mondo, il giapponese Ryōyū Kobayashi ha saltato ben 252 m.  L'attuale record del trampolino è di 254,50 m, stabilito il 30 marzo 2025, in occasione dell'ultima tappa di Coppa, dallo sloveno Domen Prevc, atleta di casa. Planica ha ospitato più volte i Mondiali di volo con gli sci, a partire dalla prima edizione del 1972. Attualmente i mondiali di volo vengono disputati ogni due anni a rotazione sui quattro trampolini di volo esistenti al mondo; a Planica spettano le edizioni degli anni 2xx4.